# Alive or Just Breathing
Alive or Just Breathing (en español: Vivo o sólo respirando) es el segundo álbum de Killswitch Engage, banda estadounidense de metalcore originaria de Massachusetts, editado en 2002 por el sello Roadrunner Records. El álbum obtuvo abundante recepción crítica, siendo incluido en listas de “mejores álbumes de metal” de portales web como MetalSucks y Noisecreep.

## Estilo
El disco se caracteriza por las voces gritadas del cantante Jesse Leach, que confieren al trabajo el estilo metalcore que caracteriza a la banda, acompañados estas voces con las dos guitarras melódicas características de los grupos de metal escandinavos. Además, algunas canciones poseen ritmos propios del groove metal, como «Fixation on the Darkness» o «Self Revolution». El mayor presupuesto donado por la discográfica para la grabación del álbum hace que el disco adquiera un sonido duro y melódico a la vez.

## Grabación
El álbum fue grabado en Massachusetts durante 7 meses de altibajos entre estudio y conciertos, y mezclado en Gran Bretaña por el afamado productor de metal Andy Sneap, quien había trabajado anteriormente con Machine Head, entre otros autores.
El vídeo de «My Last Serenade» fue grabado y lanzado antes de que Jesse Leach abandonase la banda, con lo que para la grabación del vídeo de «Fixation on the Darkness» se utilizó una actuación en vivo con el recién contratado vocalista, Howard Jones. Estos dos vídeos alcanzaron altas rotaciones en cadenas como MTV2 y Fuse, especialmente en los Estados Unidos.

## Contenido
El cantante y compositor de todas las letras del disco, Jesse Leach, siempre negó que éstas tuvieran un contenido antirreligioso, manteniendo que el tema de gran parte de las letras eran de carácter espiritual. A pesar de dichas negativas, Leach admite que la canción que abre el disco, "Numbered Days", habla sobre la profecía de la caída de Babilonia. La letra de "Fixation on the Darkness" habla sobre la dualidad de las almas humanas entre la parte de luz y la de sombras, centrándose la canción en la parte oscura con la esperanza de que cambien las tornas.

## Lista de canciones
1. "Numbered Days" – 3:35
2. "Self Revolution" – 3:08
3. "Fixation on the Darkness" – 3:37
4. "My Last Serenade" – 4:13
5. "Life to Lifeless" – 3:17
6. "Just Barely Breathing" – 5:41
7. "To the Sons of Man" – 1:57
8. "Temple From the Within" – 4:04
9. "The Element of One" – 4:08
10. "Vide Infra"– 3:27
11. "Without a Name" – 1:44
12. "Rise Inside" – 5:54

### Reedición en 2005
1. "In the Unblind" – 2:48
2. "When the Balance Is Broken" – 4:35
3. "Untitled and Unloved" – 3:20
4. "Numbered Days" (Demo) – 3:37
5. "Transfiguration a.k.a. Fixation on the Darkness" (Demo) – 3:38
6. "Just Barely Breathing" (Demo) – 5:13
7. "Fixation on the Darkness" (con Howard Jones) – 3:37
8. "AOJB Studio Out Takes" – 1:17

## Formación
- Jesse Leach - Voz
- Adam Dutkiewicz - Guitarra y batería
- Joel Stroetzel - Guitarra
- Mike D'Antonio - Bajo
- Tom Gomes - Batería (aunque sólo grabó una canción, el resto fueron grabadas por Dutkiewicz)